# تپه هواس بیگ
تپه هواس بیگ مربوط به سدهٔ ۴ ه.ق است و در شهرستان دیواندره، بخش مرکزی، روستای برکه واقع شده و این اثر در تاریخ ۷ آذر ۱۳۸۳ با شمارهٔ ثبت ۱۱۲۵۱ به‌عنوان یکی از آثار ملی ایران به ثبت رسیده است.